# بيترا باور
بيترا باور Petra A. Bauer (ولدت في برلين في مايو 1964) هي مؤلفة ألمانية، تكتب الروايات البوليسية، وتكتب أيضا كتبا للأطفال والشباب.

## حياتها
نشأت بيترا باور في شمال برلين. وقد حصلت على دبلوم في الهندسة في التخطيط العمراي للمدن والمناظق. بدات الكتابة في عام 1999, وتشمل كتاباتها روايات بوليسية وخيالية وروايات للأطفال والشباب وقصصا للإذاعة.

## من أعمالها
1. من يضحك أخيرا يعش (رواية بوليسية 2006)
2. قلت: ليلة سعيدة (كتاب للشباب 2004)

## مواقع خارجية
- Homepage der Autorin Petra A. Bauer
- Weblog. Der Autorin beim Schreiben und Leben über die Schulter schauen
- Mama im Job. Die Homepage zum Ratgeber für berufstätige Mütter